# Oxyopes carvalhoi
Oxyopes carvalhoi là một loài nhện trong họ Oxyopidae.
Loài này thuộc chi Oxyopes. Oxyopes carvalhoi được Cândido Firmino de Mello-Leitão miêu tả năm 1947.